# Bachir Chikhi
Bachir Chikhi – algierski zapaśnik walczący w stylu klasycznym. Brązowy medalista igrzysk afrykańskich w 1987. Zdobył trzy medale na mistrzostwach Afryki w latach 1981 – 1984. Trzeci na igrzyskach panarabskich w 1985. Czwarty na igrzyskach śródziemnomorskich w 1983 i dziewiąty w 1975 roku.